# Rumendingen
Rumendingen es una comuna suiza del cantón de Berna, situada en el distrito administrativo del Emmental. Tiene una población estimada, a principios de 2021, de 81 habitantes y una densidad de 33,20 hab/km².
Limita al norte con la comuna de Alchenstorf, al este y sureste con Wynigen, al suroeste con Kirchberg, al oeste con Ersigen y Oberösch y al noroeste con Niederösch.
Hasta el 31 de diciembre de 2009 estuvo situada en el distrito de Burgdorf.